# ピサ県

ピサ県
Provincia di Pisa

ピサ県（ピサけん、Provincia di Pisa）は、イタリア共和国トスカーナ州の県の一つ。県都は、ピサの斜塔で有名なピサ（ピーサ）。ピーサ県ともカタカナ表記される。

## 地理

### 位置・広がり
トスカーナ州西北部に位置し、県の西北部でティレニア海に面する。
隣接する県は以下の通り。
- 北 - ルッカ県
- 北東 - フィレンツェ県
- 南東 - シエーナ県
- 南 - グロッセート県
- 南西 - リヴォルノ県

### 地勢
北部では、アルノ川が西から東に流れ、ティレニア海に注ぐ。中部ではエラ川 (Era) がヴォルテッラ近郊から北へ流れ、ポンテデーラでアルノ川に合流する。この2つの川を中心として平野が広がる。南部は山がちな地形で、東隣のシエーナ県西部に発するチェーチナ川 (Cecina) が山地の間を流れ、西隣のリヴォルノ県へ抜けて行く。

### 県内の地域と主要な都市
2001年の国勢調査に基づく居住地区（Località abitata）別人口統計によれば、人口1万人以上の都市は以下の通り。
- ピサ - 80,413人
- カーシナ - 35,292人
- ポンテデーラ - 17,690人
- サン・ミニアート - 15,227人
- ポンサッコ - 11,364人

- ピサ
- カーシナ
- ポンテデーラ

## 行政区画
ピサ県には37のコムーネが属する。主要なコムーネ（人口上位10位）は下表の通り。左端の数字はISTATコードを示す。人口は2024年1月1日現在。
右の地図中の番号は、コムーネのISTATコード下3桁を示す。下表に掲げた主要なコムーネのうち、地図中に名称を記さなかったものについては、番号を太字で示した。
| コード | 自治体名                       | 人口   |
| ------ | ------------------------------ | ------ |
| 050026 | ピサ                           | 89,371 |
| 050008 | カーシナ                       | 44,814 |
| 050031 | サン・ジュリアーノ・テルメ     | 30,762 |
| 050029 | ポンテデーラ                   | 29,670 |
| 050032 | サン・ミニアート               | 27,807 |
| 050028 | ポンサッコ                     | 15,593 |
| 050033 | サンタ・クローチェ・スッラルノ | 14,790 |
| 050009 | カステルフランコ・ディ・ソット | 13,635 |
| 050035 | サンタ・マリーア・ア・モンテ   | 13,382 |
| 050004 | カルチナーイア                 | 12,822 |

21世紀に入って以降、以下のコムーネ統廃合 (it:Fusione di comuni italiani) が行われている。
2014年発足
- カシャーナ・テルメ・ラーリ (Casciana Terme Lari)（カシャーナ・テルメ、ラーリが合併）
- クレスピーナ・ロレンツァーナ (Crespina Lorenzana)（クレスピーナ、ロレンツァーナが合併）